# 제2차 하시모토 내각
제2차 하시모토 내각(일본어: 第2次橋本内閣)은  하시모토 류타로가 제83대 내각총리대신으로 임명되어, 1996년 11월 7일부터 1997년 9월 11일까지 존재한 일본의 내각이다.

## 국무대신
【】안은 특명 사항을 담당하는 국무대신의 직무.
- 내각총리대신 - 하시모토 류타로
- 법무대신 - 마쓰우라 이사오
- 외무대신 - 이케다 유키히코
- 대장대신 - 미쓰즈카 히로시
- 문부대신 - 고스기 다카시
- 후생대신 - 고이즈미 준이치로
- 농림수산대신 - 후지모토 다카오
- 통상산업대신 - 사토 신지
- 운수대신 - 고가 마코토
- 우정대신 - 호리노우치 히사오
- 노동대신 - 오카노 유타카
- 건설대신 - 가메이 시즈카
- 자치대신 겸 국가공안위원회 위원장 - 시라카와 가쓰히코
- 내각관방장관 - 가지야마 세이로쿠
- 총무청 장관 【여성 문제 담당】[1] - 무토 가분
- 홋카이도 개발청 장관 겸 오키나와 개발청 장관 - 이나가키 지쓰오
- 방위청 장관 - 규마 후미오
- 경제기획청 장관 - 아소 다로
- 과학기술청 장관 - 지카오카 리이치로
- 환경청 장관 【지구 환경 문제 담당】 - 이시이 미치코
- 국토청 장관 - 이토 고스케
  - 내각법제국 장관 - 오모리 마사스케
  - 내각관방부장관(정무) - 요사노 가오루
  - 내각관방부장관(사무) - 후루카와 데이지로

## 정무 차관
1996년 11월 8일 임명.
- 법무 정무 차관 - 노무라 이쓰오
- 외무 정무 차관 - 고무라 마사히코
- 대장 정무 차관 - 나카무라 쇼자부로·니시다 요시히로
- 문부 정무 차관 - 사타 겐이치로
- 후생 정무 차관 - 스즈키 슌이치
- 농림 수산 정무 차관 - 호리 고스케·핫토리 미나오
- 통상 산업 정무 차관 - 이시하라 노부테루·우에노 고세이
- 운수 정무 차관 - 에토 세이이치
- 우정 정무 차관 - 노다 세이코
- 노동 정무 차관 - 고바야시 고키
- 건설 정무 차관 - 사토 시즈오
- 자치 정무 차관 - 구노 도이치로
- 총무 정무 차관 - 노다 미노루
- 홋카이도 개발 정무 차관 - 오타 도요아키
- 방위 정무 차관 - 아사노 가쓰히토
- 경제 기획 정무 차관 - 고모토 사부로
- 과학 기술 정무 차관 - 오카 도시사다
- 환경 정무 차관 - 스즈키 쓰네오
- 오키나와 개발 정무 차관 – 가사하라 준이치
- 국토 정무 차관 - 이오쿠 사다오

## 참고 문헌
- 하타 이쿠히코 편 《일본 관료제 종합 사전 : 1868 ~ 2000》(도쿄 대학 출판회, 2001년)